# Pierre Tourneresse (Gouvix)
La Pierre Tourneresse ou Pierre Tourniresse est un menhir situé dans le bois de l’Obélisque sur la commune de Gouvix dans le département du Calvados.

## Description
C'est une pierre massive de quartz qui présente une face presque plate et une autre très arrondie. Le mégalithe se trouve dans un bois privé en bordure du parc du château d'Outrelaize, sur la rive gauche du ruisseau de Corneville qui rejoint la Laize à Bretteville-sur-Laize.
La Pierre Tourneresse fait l’objet d’un classement au titre des monuments historiques depuis le 24 septembre 1936.

## Légendes
« Dans une des coupes le plus fourrées du bois, se trouve une pierre qui tourne, dit-on, une fois tous les ans, pendant la nuit de Noël, et que l’on a appelé pour cela la Pierre Tourneresse ».

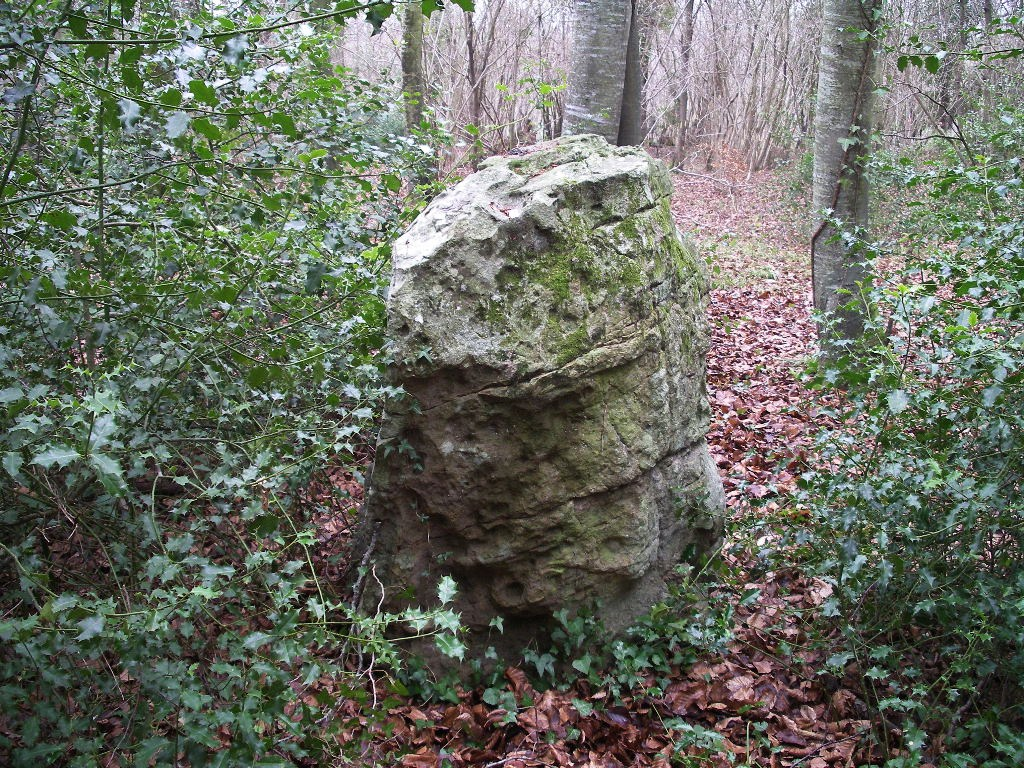
La Pierre Tourneresse

On dit qu'elle saute et se trémousse sur sa base pour témoigner sa joie à la naissance de l'Enfant-Jésus.